# 폴란드 인민당
폴란드 인민당(폴란드어: Polskie Stronnictwo Ludowe)은 폴란드의 농본주의 정당이다. 흔히 폴란드 농민당으로 번역되기도 하며, 현재 폴란드 하원에 14석을 보유하고 있다. 처음 창당된 1990년대부터 좌익 정당이었으나, 당이 점차 우경화되면서 현재는 중도우파 정당으로 분류된다.

## 역사

### 1945년 이전
1918년, 제1차 세계 대전이 끝나고 폴란드가 러시아로부터 독립하자 폴란드 인민당은 폴란드의 주요 정치 세력으로 급부상하였다. 여러 농민단체와 협력관계를 맺고있었던 폴란드 인민당은 폴란드 제2공화국에서 주도적 위치를 가진 정당이었다.
하지만 1939년 나치 독일이 폴란드를 침공하면서 인민당은 런던의 폴란드 망명 정부에 가담하였다.

### 인민공화국 기간
2차 세계대전이 종전되고 폴란드가 해방되자, 폴란드 인민당의 간부들은 폴란드로 돌아와 폴란드 정부에 가담하였다. 폴란드 인민당은 초반에는 공산주의 정당들을 크게 앞지르며 선거에서 압승을 거뒀으나 연합노동자당의 불법 선거로 인해 정권을 잡지 못했다. 결국 인민당은 인민공화국 체제에 의해 불법화되었고 폴란드 인민당의 간부들은 다시 런던의 폴란드 임시정부에 남아있게 된다.
1949년 인민당은 친통노당/공산주의 성향의 통합인민당이 되었다.

### 민주화 이후
폴란드의 민주화 이후, 폴란드 인민당은 망명 정부 요인들과 함께 폴란드에 돌아오면서, 처음으로 비(非)공산주의 선거 연합에 가담하였다. 폴란드 인민당은 1990년대 초반에는 좌익정당으로 분류될 만큼 혁신적인 정책들을 내었으며, 또한 민주좌파연합과 연대하기도 하였다.

### 2004년 이후
이후 2004년 유럽의회선거에서 유럽 국민당에 가입한 이후 인민당의 정책은 점차 우경화되었고, 2007년 폴란드 총선에서는 중도우파 정당인 시민 연단과 연대하기도 하였다. 이후 꾸준히 폴란드 동부에서 농민들의 지지를 얻어, 현재도 폴란드 하원에서 일정한 정치적 세력을 지키고 있다.
2018년 폴란드 지방선거에서 농촌에서의 지지층을 상실해, 기존 지방 의회 의석의 절반 이상이 줄어드는(153석→70석) 참패를 당하였다.
2019년 폴란드 총선에서는 폴란드동맹에 들어가, 인민당은 4석을 흭득하였다 (16 → 20).

## 역대 선거
| 선거        | 합계      | 득표율     | 의석      | +/– |
| ----------- | --------- | ---------- | --------- | --- |
| 1989년 총선 | [ 1 ]     | 16.5% (#3) | 76 / 460  | 76  |
| 1991년 총선 | 972,952   | 8.7% (#5)  | 48 / 460  | 28  |
| 1993년 총선 | 2,124,367 | 15.4% (#2) | 132 / 460 | 84  |
| 1997년 총선 | 956,184   | 7.3% (#4)  | 27 / 460  | 105 |
| 2001년 총선 | 1,168,659 | 9.0% (#5)  | 42 / 460  | 15  |
| 2005년 총선 | 821,656   | 7.0% (#6)  | 25 / 460  | 17  |
| 2007년 총선 | 1,437,638 | 8.9% (#4)  | 31 / 460  | 6   |
| 2011년 총선 | 1,201,628 | 8.4% (#4)  | 28 / 460  | 3   |
| 2015년 총선 | 779,875   | 5.1% (#6)  | 16 / 460  | 12  |
| 2019년 총선 | 1,578,523 | 8.6% (#3)  | 20 / 460  | 4   |